# Coindu
Coindu é um fabricante de capas de carros em Portugal. 
Fundada em 1988 por uma família alemã com dois empresários portugueses, Coindu trabalhou inicialmente com a produção de sacolas. 
Quatro anos depois, a empresa abriu uma instalação de produção em Portugal, com foco exclusivo na produção de autopeças. 
Hoje, a COINDU tem mais de 6.000 funcionários em todo o mundo e é conhecida entre as principais marcas pela qualidade de seus produtos e pela flexibilidade de seu processo de fabricação. 
Em 2024, em Portugal, a Coindu tem fábricas em Arcos de Valdevez e Famalicão, empregando cerca de 2.100 funcionários. No final de 2024 vai fechar a fabrica nos Arcos de Valdevez lançando para o desemprego perto de 350 pessoas.

## Coindu em Romênia
A empresa batizou o mercado internacional na Romênia, onde surgiu em 2005 e abriu uma fábrica onde não trabalhavam mais de 150 funcionários. 
Possui uma fábrica na Zona Franca de Curtici-Arad, que registrou 7,5 milhões de euros em 2007 e tinha 800 funcionários. 
Em 2015, a filial romena tinha 1.450 funcionários. 